# Heartbreaker (альбом Инны)
Heartbreaker (с англ. — «Сердцеед») — седьмой студийный альбом румынской исполнительницы Инны. Релиз альбома состоялся 27 ноября 2020 года на официальном YouTube-канале певицы посредством лейбла Global Records. Релиз цифровой версии альбома состоялся 4 декабря.

## Предыстория
В мае 2019 года Инна выпустила свой шестой студийный альбом YO на лейблах Global Records и Roc Nation. Альбом был полностью записан на испанском языке. Инна взяла под свой контроль весь процесс записи пластинки и активно сотрудничала с румынским продюсером Дэвидом Сиенте. Инна назвала все песни с альбома экспериментальными и находящимися под влиянием «цыганской музыки», которые отличаются от её предыдущих EDM работ. С выходом сингла «Bebe» в ноябре 2019 года, Инна заняла 4 место в чарте Airplay 100 Румынии, после чего она вернулась к своему привычному EDM звучанию. Это был первый сингл в череде ещё нескольких неальбомных синглов.
Heartbreaker включает в себя песни, вдохновленные EDM звучанием, написанные как на английском, так и на испанском языках. Алекс Стэнеску из InfoMusic отметил заглавный трек «Maza Jaja» как самый «запоминающийся» с альбома, назвав его «изюминкой» и выделил его восточное влияние, а также использование синтезатора и вокальной рубки.

## Создание и релиз
Heartbreaker был полностью создан в течение трёх недель в ноябре 2020 года, в арендованном бухарестском особняке с двумя студиями звукозаписи. Вместе с Инной в этом особняке так же находились и трудились над альбомом такие румынские авторы песен и продюсеры как Себастьян Барак, Марсель Ботезан, Дэвид Сиенте, Александру Котой, Минелли и WRS. Инна задокументировала весь процесс создания альбома и вела ежедневный видеоблог на своем официальном YouTube-канале, который проходил с 3 по 21 ноября 2020 года. Изначально, релиз должен был состояться 20 ноября в виде мини-альбома (EP), который получил название Dance Queen’s House.
В выпуске видеоблога от 19 ноября появилась румынская исполнительница Антониа — подруга Инны, что побудило обозревателя InfoMusic Ралуку Кириле предположить, что бы Heartbreaker включал в себя дуэт Инны и Антонии. В этот же день, Инна сообщила, что записала более 50 песен за это время и потому решила выпустить полноформатный студийный альбом, из-за чего релиз был отложен ровно на одну неделю, до 27 ноября. 21 ноября в выпуске видеоблога состоялась вечеринка по приложению Zoom, на которой поклонники смогли прослушать демо-версии выбранных песен для альбома; треки были закончены, сведены и смикшированы в течение следующей недели. 27 ноября Инна выложила трек-лист альбома в своих официальных соц. сетях, показала обложку, а также представила новое название — Heartbreaker. В этот же день альбом был загружен на официальный YouTube-канал певицы по всему миру, под руководством лейбла Global Records, а релиз цифровой версии альбома состоялся 4 декабря.

## Структура и восприятие
Брэдли Штерн из MuuMuse назвал Инну "надежным поставщиком" и "чертовски плодовитым" артистом, похвалив её решение выпустить альбом с совершенно новыми песнями, не добавляя ранее выпущенные синглы в финальный трек-лист. Далее, Штерн назвал стратегию выпуска альбома как "мощный ход" и в шутку заключил: "[Альбом] вышел сразу после того, как на [Spotify] произошёл #Wrapped2020. Я буду запускать Change.org, поэтому ходатайствуйте о том, чтобы Spotify немедленно пересчитал голоса в пользу нового альбома Инны". Продолжающийся примерно 30 минут, Heartbreaker состоит из песен в стилистике жанра EDM, ближневосточной и латиноамериканской танцевальной поп-музыки, написанных как на английском, так и на испанском языках. Альбом открывается песней «Maza Jaja», вдохновленной арабским и рэггетонным звучванием и «One Reasons», при этом Штерн прокомментировал, что последний "обязательно будет в интенсивной ротации в моей русской парикмахерской в центре города, которая исполняет исключительно танцевальные хиты Deep house".
Мануэль Пробст из Dance-Charts оценил Heartbreaker как "первоклассный" и выделил трек «Flashbacks» в качестве своего любимого трека, отметив "атмосферные" звуки, фортепианный цикл и слэп-басс в его инструментале. Следующая песня «Beautiful Life», которую Штерн сравнил с материалом, выпущенным датской певицей Мединой. "Хвастовство лейбла" на испанском языке «Gucci Balenciaga» включает в себя откровенную лирику "me importa una mierda" (испанский: "Мне плевать"). Далее следует песня «Heartbreaker», которую Алекс Станеску из InfoMusic выбрал в качестве изюминки альбома, отметив её восточные влияния, а также использование синтезатора и вокальной обработки. В то время как Штерн сравнил «Sunset Dinner» с песней американской исполнительницы Бритни Спирс «Change Your Mind (No Seas Cortes)», с её альбома Glory (2016). Он похвалил «Thicky» как "выделяющегося среди остальных", описывав его как "гипнотический гимн танцпола" и "духовного преемника" американской певицы Dev с её «In The Dark» (2011). Критик отметил "достойную наград лирику, которая заставила бы кого-то вроде Nadia Oh гордиться", включая такие строки, как "Ему нравится котёнок, а я с ним по-собачьи" и "Иди вниз, оставайся там...не двигайся...".

## Синглы
- Flashbacks — лид-сингл в поддержку альбома. 26 февраля 2021 года песня была отправлена на радиостанции по всему миру и впоследствии обрела огромный коммерческий успех во многих странах. Премьера видеоклипа состоялась в тот же день. Режиссёром клипа выступил Богдан Паун.[26][27]
- Maza — второй сингл в поддержку альбома. 11 июня 2021 года Инна выпустила слегка ремастированную версию песни «Maza Jaja» и сократила название просто до «Maza».[28] Премьера видеоклипа состоялась в тот же день. Режиссёром клипа вновь выступил Богдан Паун.[29] Так же, дополнительно были записаны 2 версии сингла «Maza»: при участии французского репера Black M и американского репера Thutmose.[30][31]

## Список композиций
Официальный трек-лист с Apple Music (Россия).
| №                   | Название            | Автор(ы)                                        | Продюсеры                              | Длительность |
| ------------------- | ------------------- | ----------------------------------------------- | -------------------------------------- | ------------ |
| 1.                  | «Maza Jaja»         | Elena Alexandra Apostoleanu • Luisa Ionela Luca | Marco & Seba • SICKOTOY • David Ciente | 3:20         |
| 2.                  | «One Reason»        | Apostoleanu • Luca                              | Marco & Seba • SICKOTOY • Ciente       | 3:08         |
| 3.                  | «Flashbacks»        | Apostoleanu • Luca                              | Marco & Seba • SICKOTOY • Ciente       | 2:57         |
| 4.                  | «Beautiful Lie»     | Apostoleanu • Luca                              | Marco & Seba • SICKOTOY • Ciente       | 3:00         |
| 5.                  | «Gucci Balenciaga»  | Apostoleanu • Luca                              | Marco & Seba • SICKOTOY • Ciente       | 2:50         |
| 6.                  | «Heartbreaker»      | Apostoleanu • Luca                              | Marco & Seba • SICKOTOY • Ciente       | 3:00         |
| 7.                  | «Sunset Dinner»     | Apostoleanu • Luca                              | Marco & Seba • SICKOTOY • Ciente       | 2:52         |
| 8.                  | «You And I»         | Apostoleanu • Luca                              | Marco & Seba • SICKOTOY • Ciente       | 2:46         |
| 9.                  | «Thicky»            | Apostoleanu • Luca                              | Marco & Seba • SICKOTOY • Ciente       | 3:04         |
| 10.                 | «Till Forever»      | Apostoleanu • Luca                              | Marco & Seba • SICKOTOY • Ciente       | 3:10         |
| Общая длительность: | Общая длительность: | Общая длительность:                             | Общая длительность:                    | 28:47        |

## История релиза
| Регион | Дата релиза    | Формат               | Лейбл  |
| ------ | -------------- | -------------------- | ------ |
| Мир    | 27 ноября 2020 | Стриминг             | Global |
| Мир    | 4 декабря 2020 | Цифровая дистрибуция | Global |